# Strada statale 3 ter di Narni e San Gemini
La ex strada statale 3 ter di Narni e San Gemini (SS 3 ter), ora strada regionale 3 ter di Narni e San Gemini (SR 3 ter), è una strada regionale italiana.

## Percorso
Ha origine nella località di Ponte Sanguinaro, nel comune di Narni, e collega principalmente la strada statale 3 Via Flaminia con la strada statale 3 bis Tiberina nel comune di San Gemini. Poche sono le località attraversate, tutte frazioni di Narni e di San Gemini.
In seguito al decreto legislativo n. 112 del 1998, dal 2001, la gestione è passata dall'ANAS alla Regione Umbria, che ha ulteriormente devoluto le competenze alla Provincia di Terni.